# Theophilanthropie

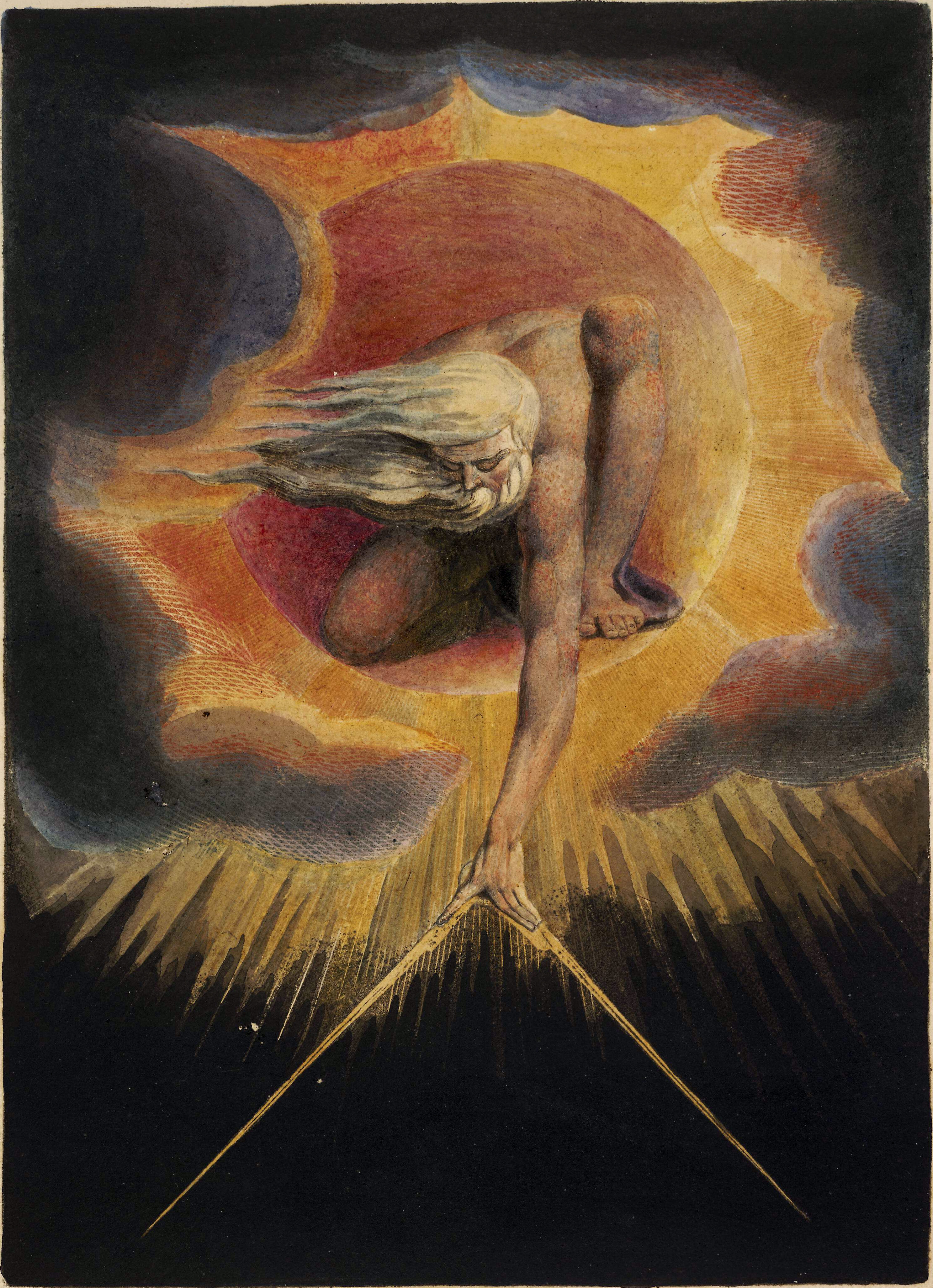
Der englische Künstler William Blake stellte in seinem illustrierten Buch Europe: a prophecy (1794) einen archetypischen Schöpfergott namens „Urizen“ dar. Die Welt, die dieser mit dem Zirkel ausmisst, folgt vollendet harmonischen Gesetzen. Blake selbst war ein Anhänger der Französischen Revolution.

Die Theophilanthropie (franz. Théophilanthropie) gehörte wie andere Revolutionskulte zu einem Ensemble zivilreligiöser Feste und Glaubensformen während der Französischen Revolution, das an Stelle von Christentum und insbesondere Katholizismus in die gesellschaftlich-politische Mitte treten sollte. Die Theophilanthropie gehört in die zweite Hälfte der 1790er Jahre und damit bereits in die Spätphase der Revolution; sie fand nur noch begrenzte Verbreitung.
Die Theophilanthropie verstand sich, wie ihr Name besagt, als „Liebe zu Gott und den Menschen“, was ihr zufolge die Grundlage aller Zivilisation bildete. Der deistische Kult anerkannte ein höchstes Wesen und die Unsterblichkeit der Seele, untersagte aber jede weitere metaphysische oder theologische Diskussion. Freimaurerische Einflüsse werden vermutet. Die kultischen Handlungen waren sehr einfach, größere Bedeutung hatten die moralisch-gesellschaftlichen Forderungen und Vorschriften. Wie der Vernunftkult sah die Theophilanthropie die Welt als ein nach widerspruchsfreien Gesetzen geordnetes Gebilde.
Die Theophilantropie trat, allerdings noch als „Theoanthropophilie“, im September 1796 mit einem Handbuch zu Inhalt und Ausübung des Kults öffentlich in Erscheinung. Der Autor war der Buchhändler Jean-Baptiste Chemin-Dupontès (1760–1852), der vor der Revolution Theologie studiert hatte und nach 1802 Meister im freimaurerischen Großorient von Frankreich war. Chemin, der im Dezember 1796 ein dem ersten sehr ähnliches zweites Handbuch, betitelt Manuel des théophilanthropes, herausgab, organisierte mit dem Blindenlehrer Valentin Haüy die erste öffentliche Zeremonie im Januar 1797.
Der Kult gewann unter seinem neuen Namen bis zu seinem Verbot 1801/1803 gewisse Verbreitung in Paris und einigen Provinzstädten. Unter den oft bürgerlich-intellektuellen Anhängern befand sich mit Louis-Marie de La Révellière-Lépeaux sogar ein Mitglied der Regierung, das die Theophilanthropie in Schrift und Wort unterstützte. La Révellière wurde im Juni 1799 aus dem Directoire gedrängt, damit ging die obrigkeitliche Protektion weitgehend verloren. Aufgrund des Konkordats von 1801 zwischen Napoléon Bonaparte und dem Papst untersagten die Behörden jede theophilanthropische Zusammenkunft in einem öffentlichen Gebäude. 1803 verbot der Präfekt des Départements Seine den Kult endgültig.